# Ernst Müller (Forstmann)
Ernst Müller auch Ernst Müller-Rhyn (* 17. Juni 1891 in Männedorf; † 5. Juni 1990 in Bern; heimatberechtigt in Zürich sowie Icogne) war ein Schweizer Forstwirt und Staatsbeamter.

## Leben

### Familie und Ausbildung
Der aus Männedorf im Kanton Zürich stammende Ernst Müller, Sohn des Johann Jakob Müller sowie dessen Ehegattin Lydia geborene Schaufelberger, absolvierte nach dem Erwerb der eidgenössischen Maturität das Studium der Forstwissenschaften am Eidgenössischen Polytechnikum in Zürich. Im Anschluss leistete er während des Ersten Weltkrieges Aktivdienst in der Schweizer Armee.
Ernst Müller heiratete im Jahre 1919 die in Bollodingen sowie Zürich heimatberechtigte Anna Sophie Rhyn. Er verstarb Anfang Juni 1990 im Alter von fast 99 Jahren in Bern.

### Beruflicher Werdegang
Müller erhielt nach seinem Studienabschluss 1919 seine erste Stelle bei Oberförster Hans von Greyerz in Frutigen. Im gleichen Jahr erfolgte Müllers Wahl zum Kreisoberförster des Kreises Siders. Im Jahre 1935 wurde Müller zum eidgenössischen Forstinspektor der Kantone Bern, Freiburg und Wallis bestellt, 1954 wurde er vom Bundesrat zum ranghöchsten schweizerischen Forstingenieur, nämlich zum eidgenössischen Oberforstinspektor, gewählt, 1956 wurde er feierlich in den Ruhestand verabschiedet. In der Folge übernahm er das Präsidentenamt des Schweizerischen Bundes für Naturschutz.